# Then Play On
Then Play On ist das dritte Studioalbum der Rockband Fleetwood Mac und erschien im September 1969 bei Reprise Records.

## Hintergrund
Then Play On ist das letzte Album der Gruppe mit Peter Green, bevor dieser aufgrund von Drogenproblemen die Band verließ, und das erste mit Danny Kirwan, der bis 1972 blieb. Während der Aufnahmen war der dritte Gitarrist der Band, Jeremy Spencer, größtenteils abwesend. Der Titel ist aus der Eröffnung der Komödie Was ihr wollt von William Shakespeare entlehnt, in der es heißt: If music be the food of love, play on. Die in einer späteren Ausgabe hinzugefügten Bonustracks entstammen den Singles Oh Well – das zum Jahreswechsel 1969/1970 in mehreren westeuropäischen Ländern eine Top-Ten-Platzierung erreichte – und The Green Manalishi.
Das Frontcover zeigt ein Gemälde von Maxwell Armfield. Im Gegensatz zu den beiden Vorgängeralben, auf denen die Band mehr in Richtung klassischer Blues tendiert, wird hier eine breitere Stilauswahl gezeigt.

## Titelliste
Original
1. Coming Your Way (Danny Kirwan) – 3:47
2. Closing My Eyes (Peter Green) – 4:50
3. Fighting for Madge (Mick Fleetwood) – 2:45
4. When You Say (Kirwan) – 4:22
5. Show-Biz Blues (Green) – 3:50
6. Under Way (Green) – 3:06
7. One Sunny Day (Kirwan) – 3:12
8. Although the Sun Is Shining (Kirwan) – 2:31
9. Rattlesnake Shake (Green) – 3:32
10. Without You (Kirwan) – 4:34
11. Searching for Madge (John McVie) – 6:56
12. My Dream (Kirwan) – 3:30
13. Like Crying (Kirwan) – 2:21
14. Before the Beginning (Green) – 3:28[5]

Diverse Ausgaben
Bei der amerikanischen Version des Albums vom September 1969 fehlen One Sunny Day und Without You. Aufgrund des Erfolges der Single Oh Well vom November 1969, geschrieben von Peter Green, wurde die Titelzusammenstellung der amerikanischen Version überarbeitet und um Oh Well zuungunsten von When You Say und My Dream ergänzt. Die CD-Ausgabe von 1990 orientiert sich in der Liedreihenfolge an der überarbeiteten amerikanischen LP-Version, enthält aber zusätzlich wieder die gelöschten Lieder When You Say und My Dream. Die 2013 wiederveröffentlichte remasterte CD-Edition von Rhino Records zeigt die ursprüngliche britische Version des Albums ergänzt um die Bonustracks Oh Well (Part 1, schneller Boogie-Rhythmus), Oh Well (Part 2, langsam und romantisch), The Green Manalishi (With the Two-Pronged Crown) von Green und World in Harmony von Kirwan und Green.

## Besetzung
Band
- Mick Fleetwood – Perkussion, Schlagzeug
- Peter Green – Bass, Cello, Gesang, Gitarre, Mundharmonika, Perkussion
- Danny Kirwan – Gesang, Gitarre
- John McVie – Bass
- Jeremy Spencer – Klavier (Oh Well (Part 2))

Zusätzliche Gastbeiträge
- Big Walter Horton – Mundharmonika
- Christine Perfect – Klavier

## Rezeption

### Kritiken
- Bei Allmusic schrieb Michael G. Nastos, Then Play On würde Fleetwood Mac in ihrer unverzichtbarsten und spannendsten Fassung zeigen. Er nannte Oh Well unsterblich und beschrieb, wie das Album einerseits durch Kirwan und andererseits durch Green geprägt sei. Es sei auch mit zeitlichem Abstand ein Pflichtkauf und das „magnum opus“ der Gruppe. In der Bewertung bekam es viereinhalb von fünf Sternen.[11]
- Der Musikjournalist Robert Christgau nannte Fleetwood Mac eine berühmte zweitklassige, britische Bluesband. Das Album sei eine seltsame Mischung aus Balladen, Latin Rhythmen und hartem Material, aber sehr gut. In der Bewertung vergab er ein B+.[12]
- Im Rolling Stone schrieb John Morthland im Dezember 1969, die Musik auf dem Album sei langsam und umherstreifend in der Suche nach einer Idee. Peter Green, der mal ein vielversprechender Gitarrist gewesen sei, wäre lediglich kompetent, aber auch nicht mehr als das. Er beschrieb, dass Oh Well das Beste sei, was Fleetwood Mac jemals gemacht hätten und beklagte, dass es nicht auf dem Album enthalten sei. Im Tausch gegen Oh Well würde er das gesamte Album weggeben und das bessere Geschäft machen.[13]

### Chartplatzierungen
Then Play On erreichte 1970 Platz 109 der Billboard 200 und die Single Oh Well Platz 55 der Billboard Hot 100. In den britischen Charts erreichte Oh Well Platz zwei und Then Play On Platz sechs. In den deutschen Singlecharts erreichte Oh Well Platz fünf sowie Then Play On Rang 90 der Albumcharts.
| ChartsChartplatzierungen       | Höchstplatzierung | Wochen |
| ------------------------------ | ----------------- | ------ |
| Deutschland (GfK)              | 90 (1 Wo.)        | 1      |
| Vereinigte Staaten (Billboard) | 109 (22 Wo.)      | 22     |
| Vereinigtes Königreich (OCC)   | 6 (11 Wo.)        | 11     |